# Skeppsbron 46

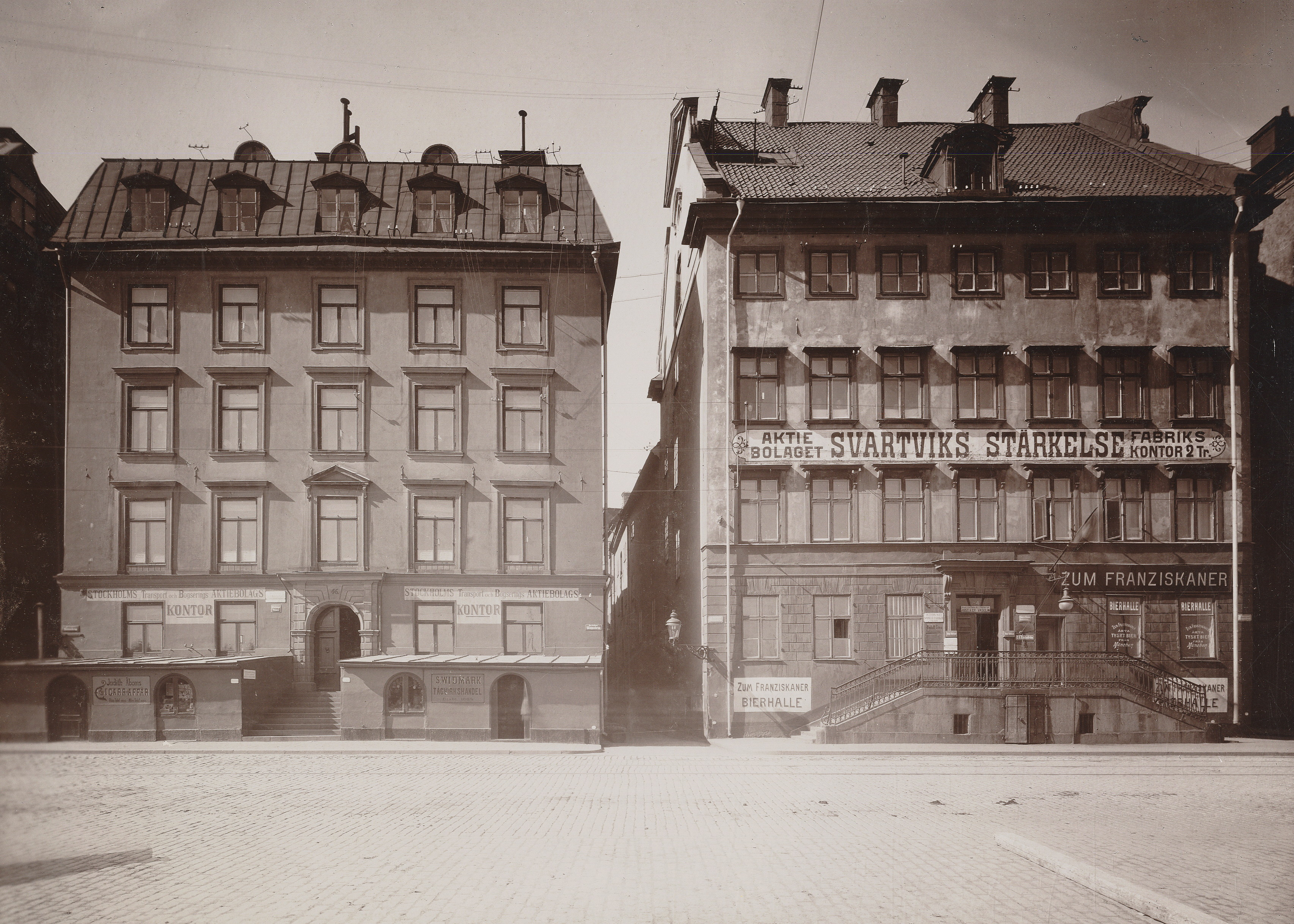
Skeppsbron 46 och 44 år 1907

Skeppsbron 46 är en byggnad i kvarteret Cadmus vid Skeppsbron i Stockholm.

## Historik

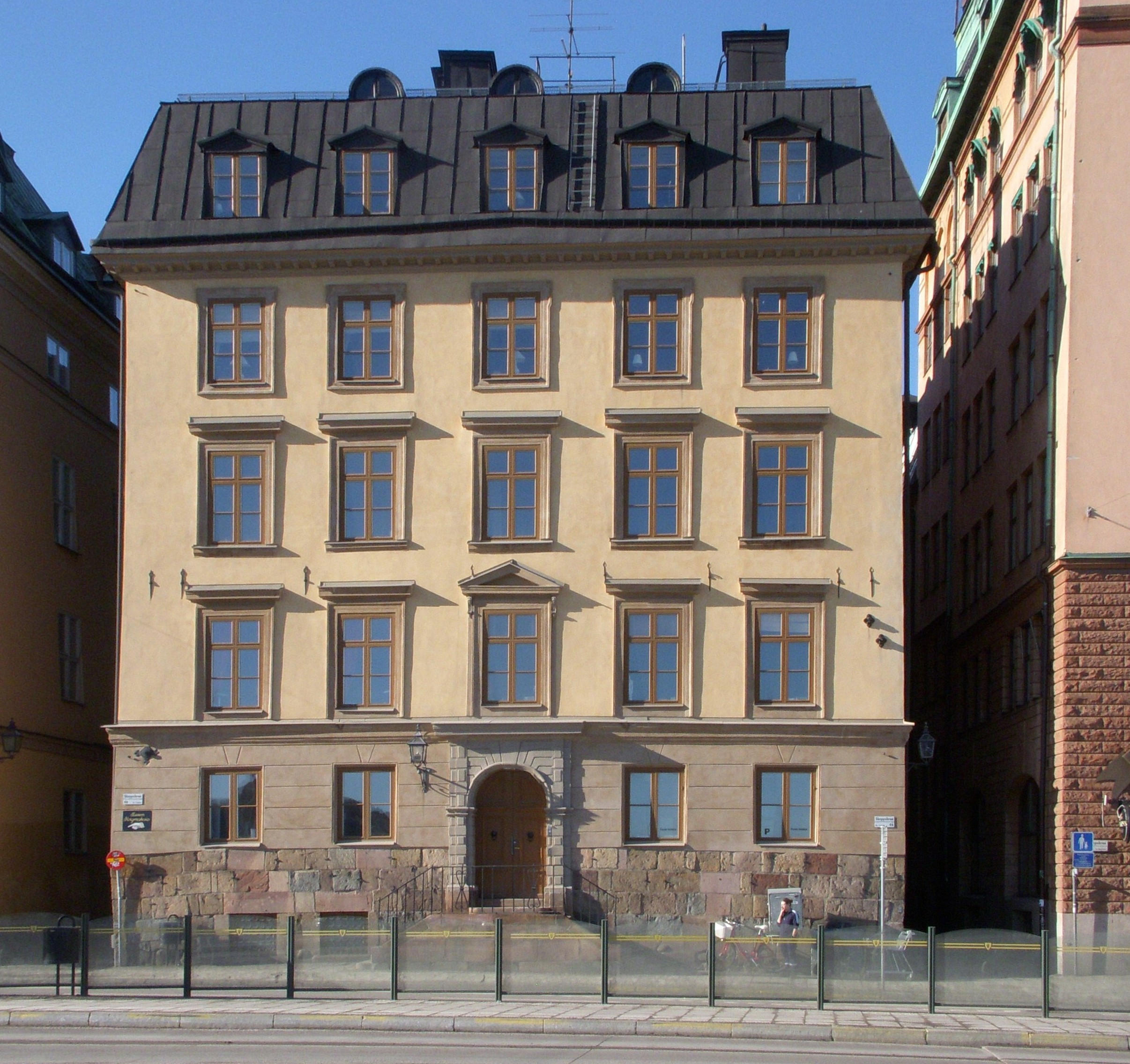
Skeppsbron 46, renoverad fasad 2012.

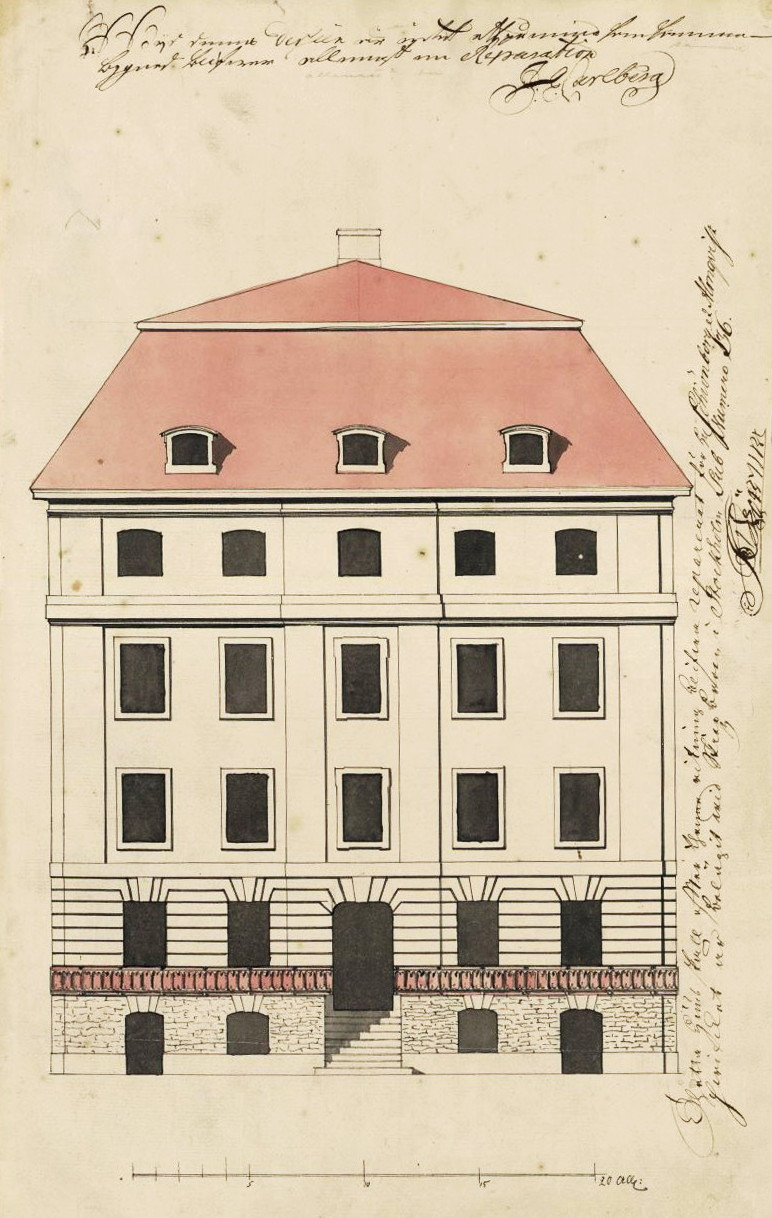
Ändringsritning från 1742.

Huset uppfördes 1648 för bagaråldermannen Wickman Corneliusson och är det enda på Skeppsbron som har kvar en fritrappa. Byggnaden ägdes i slutet av 1600-talet av rådman Jonas Hansson Merling (död 1697) och såldes 1742 till Nils Schönborg. Han var delägare i tobaksspinneriet Schönborg & Almquist som troligen låg i huset. Från den tiden existerar en ombyggnadsritning. Enligt boken Boken om Gamla stan är "rådman Merlings 1600-talshus hårt ombyggt". Mot Skeppsbron fick huset en låg, numera riven, envåningsutbyggnad på ömse sidor av entréporten som innehöll butiker. 
Byggnaden särskiljs lätt i skeppsbroraden genom sin starkt bakåtlutande fasad, trots att det är grundförstärkt. Det kan bero på att de bakre delarna av huset har sjunkit, medan fasaden är grundlagd på fastare grund eller på medeltida kajrester. Husets fönster mot Skeppsbron har undan för undan anpassats, dessa står i lod och bildar så trapetsformiga fönsternischer. 
Nutidens hus har fyra våningar med inredd vindsvåning och fem fönsteraxlar mot Skeppsbron. Bottenvåningens fasad är uppdelad i en hög stensockel och en rusticerad, putsad del med mindre fönster vilket var brukligt för 1600-talets packhus. I de övre våningsplanen har fönstren smyckats med kornischer. Fasaden upprustades 2011.
I husets hörn Södra Dryckesgränd / Skeppsbron ligger Stockholms enda korgmakarfirma, Larsson Korgmakare. Där arbetar tredje och fjärde generationen korgmakare. I byggnaden finns även bostäder, tidigare (före 1930-talet) hade Sjöhistoriska museet sina lokaler här.